# Bathynomus
Bathynomus es un género de grandes crustáceos isópodos que comprende unas 20 especies. Abundan en las aguas frías y profundas del Océano Atlántico. Bathynomus giganteus, la especie en que se basa el tipo nomenclatural, es el isópodo más grande conocido y al que normalmente se refiere el término «isópodo gigante». Debido a su parecido con los oniscideos (cochinillas o bichos bolita) a veces han sido llamados «chanchitos de tierra gigante» o «bichos bolita gigante».

## Descubrimiento
El zoólogo francés Alphonse Milne-Edwards describió el género en 1879 a partir de un ejemplar juvenil macho de B. giganteus capturado en el golfo de México; este descubrimiento fue relevante debido a que en el momento de producirse, la idea de que existiera vida en el océano profundo había sido recientemente enunciada por Charles Wyville Thomson y otros. Ejemplares hembra no fueron capturados y estudiados hasta 1891.

## Especies deBathynomus
Según el Registro Mundial de Especies Marinas, a fecha de noviembre de 2023:
- Bathynomus affinis Richardson, 1910
- Bathynomus brucei Lowry & Dempsey, 2006
- Bathynomus bruscai Lowry & Dempsey, 2006
- Bathynomus crosnieri Lowry & Dempsey, 2006
- Bathynomus decemspinosus Shih, 1972
- Bathynomus doederleini Ortmann, 1894
- Bathynomus giganteus A. Milne Edwards, 1879
- Bathynomus immanis Bruce, 1986
- Bathynomus jamesi Kou, Chen & Li, 2017
- Bathynomus kapala Griffin, 1975
- Bathynomus keablei Lowry & Dempsey, 2006
- Bathynomus kensleyi Lowry & Dempsey, 2006
- Bathynomus lowryi Bruce & Bussarawit, 2004
- Bathynomus maxeyorum Shipley, Brooks & Bruce, 2016
- Bathynomus miyarei Lemos de Castro, 1978
- Bathynomus obtusus Magalhaes & Young, 2003
- Bathynomus pelor Bruce, 1986
- Bathynomus propinquus Richardson, 1910
- Bathynomus raksasa Sidabalok, Wong & Ng, 2020
- Bathynomus richeri Lowry & Dempsey, 2006
- Bathynomus yucatanensis Huang, Kawai & Bruce, 2022

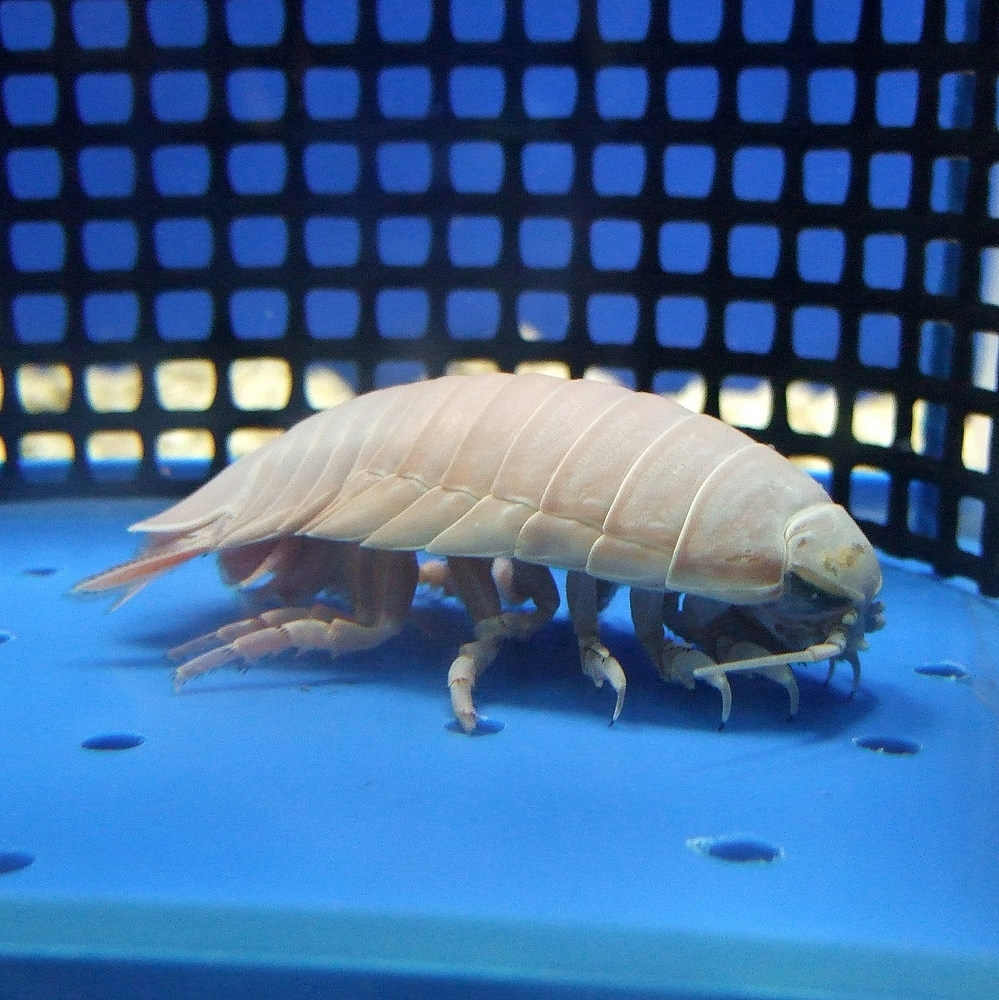
Bathynomus doederleinii
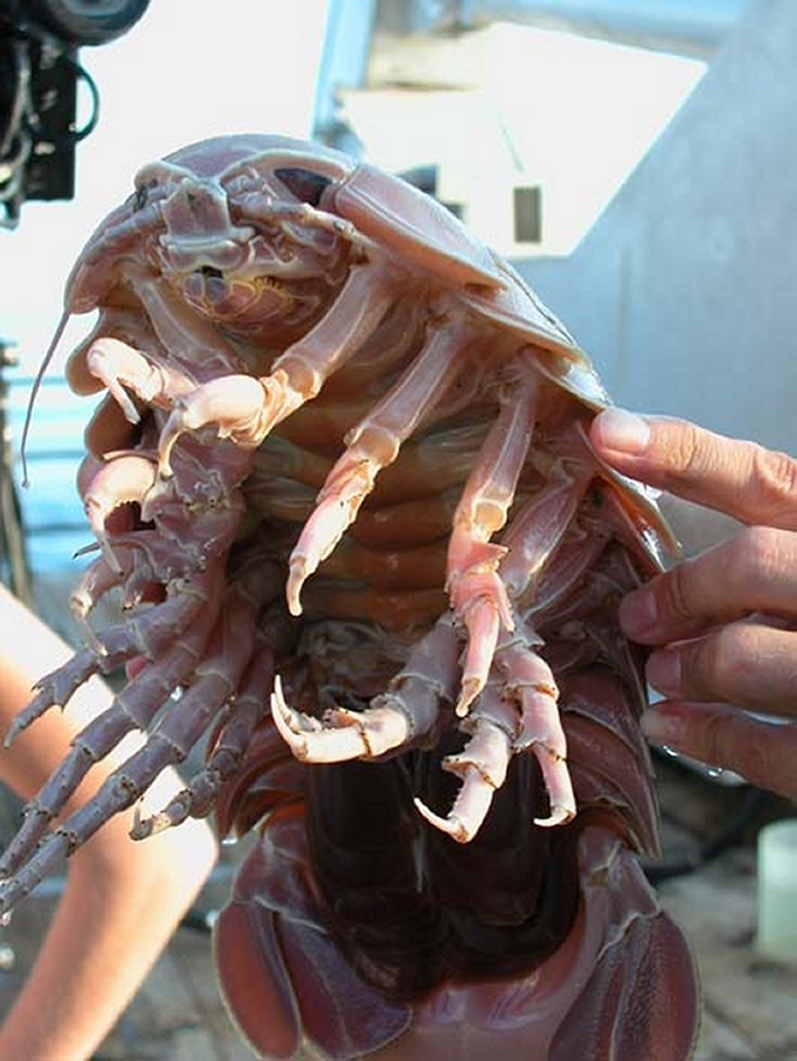
Bathynomus giganteus